# لويزا كابيتيلو
لويزا كابيتيلو (28 أكتوبر 1879- 10 أكتوبر 1922) واحدة من أشهر القادة العماليين في بورتوريكو. كانت منظّمة عمل اجتماعي وكاتبة وناضلت من أجل حقوق النساء في المساواة والحب الحر والتحرر البشري.

## النشأة
ولدت كابيتيلو في أريسيبو، بورتوريكو، لأب إسباني لويس كابيتيلو إيشفاريا من بلاد الباسك ولويزا مارغريتا بيروني، وهي مهاجرة كورسيكية. وصل لويس كابيتيلو إلى بورتوريكو مع عائلته تقريباً في نفس وقت وصول مارغريتا.
نشأت لويزا في أريسيبو وتلقت تعليمها في المنزل على يد والديها اللذين كانا ليبراليين إلى حد بعيد وخاصة فيما يتعلق بأيديولوجياتهما الفلسفية والسياسية.
في عام 1898، كان لديها أول طفلين خارج إطار الزواج. وجدت وظيفة كقارئة في مصنع لصناعة السجائر في أريسيبو. بعد الحرب الإسبانية الأمريكية، وظفت شركة التبغ الأمريكية التي سيطرت على معظم حقول التبغ في الجزيرة، أشخاصًا لقراءة الروايات والأحداث الجارية للعمال. كان لكابيتيلو أول اتصال مع النقابات العمالية في مصنع التبغ. بدأت كابيتيلو عام 1904 بكتابة مقالات بعنوان (رأيي)، حول أفكارها والتي نُشِرت في الصحف الراديكالية والنقابية.

في كتابها «رأيي»، تحث المرأة على النضال من أجل المساواة الاجتماعية: 
يا امرأة! من هو القادر والمستعد لنشر بذرة العدالة، لا تترددي ولا تقلقي ولا تهربي، تقدمي! ولصالح الأجيال المقبلة، ضعي حجر الأساس لبناء المساواة الاجتماعية بطريقة هادئة ولكن حازمة، مع كل الحق الذي ينتمي إليكِ، دون النظر إلى الأسفل، لأنك لم تعودي عبدة فكرية أو شيئًا باليًا.

## التأثيرات
تأثرت لويزا كابيتيلو إلى حد كبير بوالديها وبيئتها وتجاربها الشخصية والأدب الذي أحاطت نفسها به. تشارك والداها العديد من المثل العليا، بما في ذلك تلك المتعلقة بالرومانسية. والدتها من أصل فرنسي، آمنت أن على النساء أن يدافعن عن مُثلهن العليا وأن يتصرفنّ وفقاً لأنفسهن. انحازت بقوة إلى معتقدات جورج ساندس بأن المرأة المحررة الجديدة من الممكن أن تكون «ثورية، سواء على المستوى السياسي أو في حياتها الشخصية، معارضة للزواج ولجميع العقود الاجتماعية التي تنظم العلاقات الإنسانية، ولكنها مستعدة للتضحية بكل شيء باسم الحب». عكست مارغريتا هذه المثل العليا منذ أن عاشت وأنجبت من الرجل الذي أحبته في الوقت ذاته الذي خصصته لنفسها. فيما بعد أهدت لويزا الكلمات التالية لأمها: «بالنسبة لك يا أمي العزيزة، التي لم تحاول التحكم بي مطلقاً، أو تجعلني أفكر بشكل تقليدي. سمحتِ لي أن أستفسر بحرية، انتقدتني فقط على ما اعتقدتِ أنه مبالغات، دون إجباري بأي طريقة من الطرق». أما والدها لويس علمها كيف تقرأ وتكتب.
طورت لويزا كابيتيلو أيضاً مُثُلها العليا عن اللا سلطوية والرومانسية من الأدب الذي قرأته في طفولتها. قرأت الكثير للكتّاب الفرنسيين مثل فيكتور هوغو وإميل زولا والرومانسيين الروس مثل ليو تولستوي. من خلال بعض هذه الكتب، صدمتها معتقدات اللا سلطويين التي تقول: «كلما كان السلوك أقرب إلى الطبيعي، كان أقرب إلى المجتمع العادل». تجدر الإشارة إلى أن تولستوي كان على الأرجح الكاتب الذي يعكس عن كثب معتقداتها الروحية. ألهمها إرثه إلى حد كبير ككاتبة. كتبت مسرحية بعنوان (تأثير الأفكار الحديثة) التي كانت بدافع فلسفاته بشكل واضح. يمكن القول إن أحد الشخصيات الرئيسية هو تولستوي بنفسه. إحدى الشخصيات تقول: «حسناً، يا أصدقائي، لا تدعوا طرقي تفاجئكم. قرأتُ مالاتيستا وتولستوي وزولا، لذلك فهمت أشياء كثيرة لم أتمكن من فهمها من قبل»، والتي يمكن تفسيرها على أنها انعكاس من نفسها.
على الرغم من أن لويزا عُمِدت كطفلة، إلا أنها كراشدة رفضت الكنيسة الكاثوليكية حتى أنها وصفت الكهنة بالمنافقين. في إحدى مقالاتها التي تحمل عنوان (مقالات تحررية) كتبت: «لا تعمد أطفالك. فكر في الأمر. إذا كان ذلك ضرورياً، سيكون من الغباء أن يكون هناك ملايين البشر الذين لا يؤمنون فيه». كأم لم تعمد أطفالها أبداً وكتبت رسالة واحدة إلى ابنتها، قالت فيها: «لم أعلمكِ أبداً أن تصلي، فهذا شيء يجب أن تشعرين به. أنت لم تُعمدي من قبل أي طقوس دينية». اعتبرت الدين المنظم شكلاً من أشكال سجن البشر.

## المعتقدات
اعتبرت نفسها شخصاً لا سلطوياً وروحياً. في مقال كتبته، بعنوان (اللا سلطوية والروحية؟... همف! (صوت يعبر عن الشك)، استهلتها لويزا لشرح كيف اعتبرت نفسها مسيحية ولا سلطوية. تقليدياً أنت إما لا سلطوي أو مسيحي، لكنها دافعت عن الوضع الذي يمكن أن تكون الحالتين معاً. علّمت أطفالها كيف يكونون سامريين صالحين دون الاضطرار إلى اتباع دين معين. في رسالة كتبتها إلى ابنتها نصحتها لكي تعتبر جيدة، لم يكن عليها أن تحضر القداس. بدلاً من ذلك، يمكنها زيارة الفقراء وإطعام الجياع والاهتمام بالمرضى.

## قائدة عمالية وناشطة في مجال حقوق المرأة
خلال إضراب عمال المزارع في عام 1905، كتبت كابيتيلو الدعاية ونظمت العمال في الإضراب. في عام 1910 أصبحت مراسلة (للاتحاد الأمريكي للعمل) وسافرت عبر بورتوريكو لتعليم وتنظيم النساء. أصبحت أريسيبو، مسقط رأسها أكثر المناطق المنضمة للنقابة في البلاد.
كانت كابيتيلو قارئة في متجر سيجار، وكان القراء في ذلك الوقت رجالاً بشكل أساسي. مع تولي كابيتيلو دور الرجل، من هنا يمكن أن نستنتج أن أفكارها النسوية كانت راسخة. في عام 1908، أثناء مؤتمر الاتحاد الأمريكي للعمل، طلبت كابيتيلو من النقابة الموافقة على سياسة من أجل حق المرأة في الاقتراع. وأصرت على أن جميع النساء لهنّ الحق ذاته في التصويت مثل الرجال. اعتبِرت كابيتيلو من أوائل المناديين بمنح المرأة حق الاقتراع في بورتوريكو.
سافرت كابيتيلو عام 1912 إلى مدينة نيويورك، حيث نظمت عمال التبغ الكوبيين والبورتوريكيين. لاحقاً، ذهبت إلى تامبا وفلوريدا، حيث قامت أيضاً بتنظيم العمال. نشرت الطبعة الثانية من «رأيي» في فلوريدا. سافرت أيضاً إلى كوبا وجمهورية الدومينيكان، حيث انضمت إلى العمال المضربين في قضيتهم.
في عام 1919، تحدت الاتجاه السائد في المجتمع وذلك بأن تصبح أول امرأة في بورتوريكو ترتدي السراويل في الأماكن العامة. أُرسِلت كابيتيلو إلى السجن بسبب ما اعتبر آنذاك «جريمة»، لكن القاضي أسقط التهم الموجهة إليها فيما بعد. في العام ذاته، تعاونت مع نشطاء عماليين آخرين في تمرير قانون الحد الأدنى للأجور في الهيئة التشريعية في بورتوريكو.

## الإرث
توفيت كابيتيلو في 10 أكتوبر 1922، في بورتوريكو من مرض السل. دُفِنت في مقبرة بلدية أريسيبو.
أُنتِج فيلم تلفزيوني بعنوان (لويزا كابيتيلو، شغف العدالة) عام 1990. أخرجته سونيا فريتز وابتكِرت الترتيبات الموسيقية من قبل زوريدا سانتياغو. يوجد في أريسيبو بيت لويزا كابيتيلو المحمي (كاسا برتيجيدا لويزا كابيتيلو)، وهي منظمة غير ربحية تهدف إلى الدفاع عن النساء اللواتي تعرضن لسوء المعاملة الجسدية أو النفسية. في جامعة بورتوريكو، أسس حرم جامعة كايي قاعة مركز لويزا كابيتيلو للوثائق في مارس 1990. المركز جزء من مشروع الدراسات النسائية الذي أُطلِق من قبل الجامعة عام 1986 وتلقى مساعدة مالية من مؤسسة أنخيل راموس.
في 29 مايو 2014، كرمت الجمعية التشريعية لبورتوريكو 12 امرأة شهيرة ببطاقات في (الساحة العامة لتكريم نساء بورتوريكو) في سان خوان. وفقاً للبطاقات فإن النساء الاثنتي عشر هن اللواتي بحكم مؤهلاتهن وموروثهن، يبرزن في تاريخ بورتوريكو. كانت كابيتيلو من بين النساء اللواتي كُرِمنّ.